# ألفريد دوق ساكس كوبورغ وغوتا
ألفريد إرنست ألبرت (بالألمانية: Alfred von Sachsen-Coburg und Gotha) عاش بين (6 أغسطس 1844م - 30 يوليو 1900م) حكم بصفته دوق ساكس كوبورغ وغوتا من 1893م حتى 1900م. وكان الرابع بين أبناء الملكة فيكتوريا والأمير ألبرت والثاني بين الذكور، وعرف بصفته دوقًا لإدنبرة من 1866م حتى خلفه عمه إرنست الثاني دوق ساكس كوبورغ وغوتا الحاكم لهما في الإمبراطورية الألمانية.